# Quyền LGBT ở Nepal
Quyền của người đồng tính nữ, đồng tính nam, song tính và chuyển giới (LGBT) ở Nepal là một trong những quyền tiến bộ nhất ở châu Á. Hiến pháp Nepal công nhận quyền LGBT là quyền cơ bản.
Sau khi chế độ quân chủ kết thúc, đồng tính luyến ái được hợp pháp hóa trên toàn quốc vào năm 2007 cùng với sự ra đời của một số luật mới. Các luật mới này bao gồm rõ ràng các biện pháp bảo vệ dựa trên xu hướng tính dục. Hiến pháp Nepal, được Quốc hội Lập hiến thông qua vào ngày 16 tháng 9 năm 2015, bao gồm một số điều khoản liên quan đến quyền của người LGBT. Đây là quyền có được giấy chứng nhận quốc tịch phù hợp với bản dạng giới của một người, cấm phân biệt đối xử trên bất kỳ cơ sở nào bao gồm cả giới tính của Nhà nước và các bên tư nhân, đủ điều kiện được hưởng các biện pháp bảo vệ đặc biệt mà luật pháp có thể quy định và quyền tiếp cận các dịch vụ công dành cho giới thiểu số về giới và tính dục.
Dựa trên phán quyết của Tòa án Tối cao Nepal vào cuối năm 2007, chính phủ cũng đang xem xét việc hợp pháp hóa hôn nhân cùng giới. Theo một số nguồn tin, Hiến pháp mới dự kiến sẽ bao gồm. Mặc dù Hiến pháp quy định rõ ràng rằng các cộng đồng "bị gạt ra ngoài lề" phải được trao quyền bình đẳng theo luật và cũng đề cập rằng người LGBT ở Nepal đặc biệt thuộc nhóm bị gạt ra ngoài lề đó, nhưng dường như điều này không đề cập rõ ràng đến việc hợp pháp hóa hôn nhân cùng giới.
Bất chấp những điều luật và điều khoản ủng hộ này, những người LGBT vẫn phải đối mặt với sự phân biệt đối xử của xã hội ở Nepal và có áp lực đáng kể trong việc tuân thủ và kết hôn với bạn khác giới.
Nepal thường được coi là ngọn hải đăng cho quyền LGBT do luật tự do hơn, nhưng lại chậm hơn Ấn Độ trong việc thông qua luật hỗ trợ các cá nhân chuyển giới.
Từ ngày 27 tháng 4 năm 2024, hôn nhân cùng giới được công nhận ở toàn lãnh thổ Nepal. Nepal trở thành quốc gia đầu tiên ở Nam Á, thứ hai ở Châu Á sau Đài Loan  và thứ 37 trên thế giới hợp pháp hóa hôn nhân cùng giới.

## Hôn nhân cùng giới
Hôn nhân cùng giới được công nhận ở toàn lãnh thổ Nepal từ ngày 27 tháng 4 năm 2024. Nepal trở thành quốc gia đầu tiên ở Nam Á, thứ hai ở Châu Á sau Đài Loan  và thứ 37 trên thế giới hợp pháp hóa hôn nhân cùng giới.

## Điều kiện sống

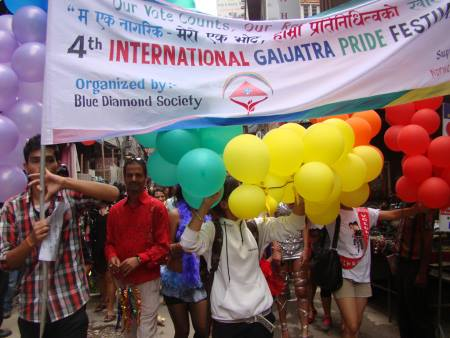
Lễ hội niềm tự hào ở Nepal năm 2013

### Xã hội
Trong khi bối cảnh chính trị của Nepal đã thay đổi nhanh chóng trong thập kỷ qua, phần lớn luật pháp tiến bộ đã không được thực thi ở cấp cộng đồng. Vai trò giới truyền thống của Nepal xuất phát từ những lý tưởng cứng nhắc dựa trên giới tính sinh học mà tẩy chay bất cứ ai không tuân thủ. Những chuẩn mực này có thể làm bêu xấu bất kỳ người LGBT nào ở Nepal chọn hoạt động ngoài vai trò giới, nhưng ảnh hưởng đến phụ nữ LGBT ở Nepal nhiều nhất, vì phụ nữ, hơn nam giới, được kỳ vọng sẽ phù hợp với những kỳ vọng của xã hội đối với người khác giới.
Tuy nhiên, các tổ chức nhân quyền như Blue Diamond Society, được thành lập năm 2001, tìm cách đại diện cho người LGBT ở Nepal về mặt chính trị và cung cấp hỗ trợ về sức khỏe tình dục trong cộng đồng. Một trung tâm xét nghiệm HIV miễn phí hiện có ở Kathmandu cùng với hơn 50 chi nhánh khác nhau của tổ chức trên cả nước. Các tổ chức khác như  Mitini Nepal ,  Saino Nepal ,  Sahara Samaj ,  Ekata Nepal ,  Naulo Srijana Nepal  và  Paribartan Nepal  cũng tồn tại để cung cấp tài nguyên cho người LGBT Nepal. Các phương tiện truyền thông và công chúng cũng trở nên đồng cảm hơn với quyền LGBT kể từ khi các hành vi và tội ác đồng tính đối với các thành viên của Blue Diamond Society trở nên công khai và sau khi họ bắt đầu chương trình radio của họ có tên  Pahichan , một chương trình thảo luận về tình dục và quyền của thiểu số giới.
Niềm tự hào của Nepal là một sự kiện LGBT hàng năm được tổ chức tại Kathmandu. Nó được tổ chức lần đầu tiên vào năm 2001 và có sự tham gia của 49 người, hầu hết trong số họ đeo mặt nạ để tránh bị nhận ra. Trong những năm gần đây, sự kiện đã thu hút khoảng 1.500 người. Nó cố tình trùng với lễ hội Gai Jatra, một trong những lễ hội lâu đời nhất được tổ chức tại Thung lũng Kathmandu.

#### Bạo lực
Bạo lực trên cơ sở giới đối với người chuyển giới là một vấn đề nghiêm trọng ở Nepal, nơi họ thường dễ bị bạo lực công khai và bạo lực gia đình, tạo nên sự phân biệt đối xử, lạm dụng tại nơi làm việc và ở nhà và ở nơi khác. Lý do cho bạo lực trên cơ sở giới chủ yếu là do những điều cấm kị xã hội và mê tín và niềm tin cố thủ sâu sắc truyền bá thái độ xúc phạm đối với thiểu số giới tính và giới tính. Bạo lực cũng bắt nguồn từ việc thực thi pháp luật như lực lượng cảnh sát, vì nhiều cá nhân LGBT báo cáo đánh đập nặng nề, tìm kiếm cơ thể và giam giữ quá mức. Tương tự như vậy, các kết quả thu được từ việc theo dõi tình hình của INSEC chỉ ra rằng việc khuất phục phụ nữ bằng bạo lực gia đình được coi là một tập quán truyền thống sâu xa.
Kết quả khảo sát cũng cho thấy 20-23% phụ nữ chuyển giới ở Nepal coi bạo lực gia đình là chấp nhận được. Bất chấp những nỗ lực của các tổ chức phi chính phủ nhân quyền và LGBT khác nhau, cùng với các cơ quan viện trợ quốc tế, vận động để loại bỏ bạo lực thông qua việc thực hiện các biện pháp hiệu quả hơn. Khiếu nại của các nhà hoạt động vì quyền của người chuyển giới được hướng tới những nỗ lực phi lý của các cơ quan thực thi pháp luật trong đó các tranh chấp được giải quyết mà không có bất kỳ cáo buộc nào đối với thủ phạm.

### Giáo dục
Chương trình Phát triển Liên Hợp Quốc đã khuyến nghị Nepal kết hợp những lý tưởng này vào hệ thống giáo dục để đảm bảo giáo dục chất lượng toàn diện và công bằng:
- Yêu cầu tất cả các trường học và các nhà cung cấp giáo dục khác áp dụng các chính sách chống bắt nạt để bảo vệ học sinh LGBTI và đảm bảo giáo viên được đào tạo về cách đối phó với bắt nạt đồng tính và chuyển hóa.
- Tích hợp giáo dục về xu hướng tính dục, bản dạng giới, thể hiện giới và liên giới tính vào chương trình giảng dạy ở trường theo những cách phù hợp với lứa tuổi.
- Cung cấp giáo dục giới tính không phân biệt đối xử để giải quyết những điều cấm kị xung quanh tình dục vị thành niên, xu hướng tính dục, bản dạng giới và thể hiện giới và cung cấp cho thanh thiếu niên quyền truy cập vào thông tin chính xác về sự đa dạng của giới tính, nhận dạng giới tính và biến đổi giới tính.
- Công nhận quyền tự do ngôn luận của sinh viên trong môi trường học đường. Học sinh nên được phép mặc đồng phục và thể hiện diện mạo tương ứng với giới tính mà họ xác định.
- Cung cấp cho tất cả sinh viên, bao gồm cả người chuyển giới và sinh viên liên giới tính, có quyền tiếp cận vào nhà vệ sinh an toàn và phòng tắm.
- Xây dựng các chính sách và thực tiễn để hỗ trợ sinh viên chuyển giới, những người chuyển tiếp trong khi ở trường, bao gồm bằng cách đảm bảo quyền riêng tư, nhân phẩm và tôn trọng của họ, và cho phép sửa đổi tên và giới tính sinh học hoặc giới tính xã hội của họ trong hồ sơ của trường.
- Cung cấp tài nguyên giáo dục cho cha mẹ của trẻ LGBTI.

Ủy ban Giáo dục của Nepal đã triển khai thông tin về sự đa dạng tính dục và giới tính trong chương trình giảng dạy của các lớp 7-9 (tuổi 13-15), biến Nepal thành quốc gia châu Á thứ hai, sau Mông Cổ, để thực hiện điều này. Các trường đại học cũng có các khóa học về các vấn đề LGBT. Tuy nhiên, nhiều trẻ em LGBT vẫn phải đối mặt với sự phân biệt đối xử và không thể hoàn thành giáo dục của mình do "mối đe dọa, bắt nạt và bỏ bê từ các học sinh và giáo viên như nhau." Hơn nữa, người chuyển giới Nepal phải đối mặt với bạo lực trên cơ sở giới nghiêm trọng và không thể nhận được một nền giáo dục đúng đắn, đặc biệt là ở khu vực nông thôn.

#### Sự cố
Năm 2018, Đại học Tribhuvan đã từ chối một sinh viên chuyển giới, Rukshana Kapali, nhập học do bản dạng giới của cô. Hashtag #TransExinatingistTU bắt đầu xu hướng trên phương tiện truyền thông xã hội ngay sau đó để phản đối sự phân biệt đối xử dựa trên giới tính. Đứa trẻ liên giới tính ở Bara bị từ chối nhập học.

### Chính trị
Đã có sự gia tăng mức độ tham gia vào lĩnh vực chính trị bởi các chính trị gia LGBTI công khai như Sunil Babu Pant, nghị sĩ đồng tính công khai đầu tiên ở châu Á. Pant phục vụ trong Quốc hội Liên bang từ 2008-2012. Pant cũng là một trong 27 chuyên gia tại cuộc họp hợp nhất Nguyên tắc Yogyakarta.
Tuy nhiên, Đảng Cộng sản Nepal-Maoist đã đưa ra một số tuyên bố kì thị trong cuộc Nội chiến. Cho đến năm 2007, các đảng viên đã mô tả đồng tính luyến ái là "sản xuất của chủ nghĩa tư bản" rằng "không tồn tại dưới chủ nghĩa xã hội", và người LGBT là "chất gây ô nhiễm xã hội". Từ năm 2008, với sự kết thúc của Nội chiến và bắt đầu một nền dân chủ đa đảng, Đảng Maoist đã xuất hiện với tư cách là những người ủng hộ quyền LGBT.

### Sức khỏe
Dịch HIV/AIDS ảnh hưởng đến người LGBT Nepal trên toàn hội đồng, với nam giới có quan hệ tình dục với nam giới (NQHN) chiếm hơn một phần năm dân số bị ảnh hưởng (21,6% tổng số trường hợp). Các cặp đồng tính nữ cũng bị từ chối tiếp cận thụ tinh trong ống nghiệm (IVF). Trên khắp đất nước, thiếu khả năng tiếp cận chăm sóc sức khỏe toàn diện cũng như thiếu nghiên cứu về nhu cầu tinh thần, thể chất và sinh sản của LGBT Nepalis.

### Du lịch
Tổng cục Du lịch Nepal đã lên kế hoạch quảng bá Nepal như một điểm đến du lịch thân thiện với LGBT. Một hội nghị du lịch LGBT đã diễn ra vào tháng 2 năm 2010. Đào tạo về độ nhạy được thực hiện tại các địa điểm phục vụ và phục vụ khách sạn.

## Các tổ chức, số liệu và sự kiện LGBT nổi bật ở Nepal

### Tổ chức
- Federation for Sexual and Gender Minorities Nepal (FSGMN)[28]
- Blue Diamond Society
- Peoples Independent Supreme Community
- Mitini Nepal[29]
- Queer Youth Group[30][31]

### Nổi tiếng
- Laxmi Ghalan, một nhà hoạt động đồng tính nữ, chủ tịch và người sáng lập Mitini Nepal
- Pinky Gurung, một người ủng hộ "giới tính thứ ba"
- Rukshana Kapali, một nhà hoạt động chuyển giới Newar
- Thiên thần Lama, Hoa hậu chuyển giới Nepal (Hoa hậu hồng) 2018[32]
- Anjali Lama, người mẫu chuyển giới[33]
- Lex Limbu, một người Anh gốc Nepal, blogger đồng tính
- Suman Pant, người có vụ kiện tại Tòa án tối cao đã thành lập tiền lệ cho thị thực vợ/chồng[34]
- Sunil Babu Pant, nhà lập pháp đồng tính công khai đầu tiên ở Nepal
- Esan Regmi, một nhà hoạt động liên giới tính
- Bhumika Shrestha, một người ủng hộ "giới tính thứ ba"
- Saroj Tamang, một YouTuber đồng tính

### Sự kiện
- Diễu hành niềm tự hào Nepal - 5 tháng 5
- Ngày quốc gia giới và dân tộc thiểu số
- Ngày tầm nhìn chuyển giới quốc tế
- Ngày quốc tế dành cho những người đàn ông bị thu hút bởi transwomen - (5 tháng 4)[35]
- Ngày tưởng niệm người chuyển giới
- Ngày nhận thức vô tính - 7 tháng 1
- Ngày tự hào về giới tính - 10 tháng 4
- Ngày giới tính thứ ba / Ngày Hijra - 17 tháng 4
- Ngày thị giác đồng tính luyến ái (Gay / Lesbian) - 26 tháng 4
- Kỷ niệm Ngày song tính - 23 tháng 9
- Ngày Quốc tế sắp tới - 11 tháng 10
- Ngày Nhận thức của liên giới tính - 26 tháng 10
- Ngày đoàn kết liên giới tính - 8 tháng 11

### Truyền thông và ấn phẩm
- "Thuật ngữ giới tính và giới tính", cuốn sách zine được viết bằng ngôn ngữ Newar của Rukshana Kapali[36][37][38]
- Tesrolingi Ko Atmakatha, tự truyện của Bhumika Shrestha, một người ủng hộ "giới tính thứ ba"[39][40]
- "Một bộ sưu tập ba ngôn ngữ về giới tính và giới tính", cuốn sách zine được viết bằng tiếng Anh, Newar và tiếng Nepal của Rukshana Kapali[41]

## Bảng tóm tắt
| Hoạt động tình dục cùng giới hợp pháp                                                                                       | (Từ năm 2007)                                                                                |
| Tuổi tình dục đồng thuận bình đẳng (18)                                                                                     | (Từ năm 2007)                                                                                |
| Luật chống phân biệt đối xử trong việc làm                                                                                  | No                                                                                           |
| Luật chống phân biệt đối xử trong việc cung cấp hàng hóa và dịch vụ                                                         | No                                                                                           |
| Luật chống phân biệt đối xử trong tất cả các lĩnh vực khác (bao gồm phân biệt đối xử gián tiếp, ngôn từ kích động thù địch) | (Từ năm 2015)                                                                                |
| Luật tội ác do thù hận bao gồm xu hướng tính dục và bản dạng giới                                                           | No                                                                                           |
| Hôn nhân cùng giới | (Bắt đầu từ 2023; toàn quốc từ 2024)                                                         |
| Công nhận các cặp cùng giới được thực hiện ở nơi khác                                                                       | No                                                                                           |
| Nhận con nuôi riêng của các cặp cùng giới                                                                                   | No                                                                                           |
| Nhận con nuôi chung của các cặp cùng giới                                                                                   | No                                                                                           |
| Người LGBT được phép phục vụ công khai trong quân đội                                                                       | Yes                                                                                          |
| Quyền thay đổi giới tính hợp pháp                                                                                           | (Chỉ với điểm đánh dấu giới tính thứ ba "O"; không cho phép thay đổi giữa nam "M" và nữ "F") |
| Lựa chọn giới tính thứ ba                                                                                                   | (Từ năm 2011)                                                                                |
| Tiếp cận IVF cho các cặp đồng tính nữ                                                                                       | No                                                                                           |
| Quyền làm cha mẹ tự động cho cả hai bạn đời sau khi sinh                                                                    | No                                                                                           |
| Mang thai hộ nhân đạo cho các cặp cùng giới                                                                                 | No                                                                                           |
| NQHN được phép hiến máu | No                                                                                           |